# Lagg (Landschaft)

Schnitt durch ein Hochmoor mit einem Lagg an den Seiten

Lagg bezeichnet einen Randsumpf von Hochmooren, in dem sich abgegebenes Wasser sammelt.
Vom meist nach oben gewölbten Zentrum des Hochmoores fließt das Wasser durch Rüllen (kleine Rinnsale) den stark geneigten Randwall hinab. Am Fuß des Randwalls sammelt sich das Wasser und trifft hier an der Grenze von Moorboden und Mineralboden mit dem Wasser der Umgebung zusammen.